# Lucie Koldová
Lucie Koldová je designérka nábytku a světel. Narodila se v České republice. Po dokončení Vysoké školy umělecko-průmyslové v Praze v roce 2009 se přestěhovala do Paříže, kde založila vlastní studio v roce 2012.
Lucie Koldová produkuje kusy nábytku, skleněné plastiky a nadčasová světla. Její práce se táhne od denních produktů, konceptuálních prostor, městských oblastí až po poetické galerie a limitované série.
Lucie Koldová používá klasické řemeslo s užitím špičkové technologie s hlavním zaměřením na základní materiály, jako je dřevo a sklo. Ráda pracuje s barvami, neobvyklými rozměry a kontrasty, její objekty jsou často nadčasové.
V roce 2010 začala úspěšnou kariéru ve Francii významnými skleněnými kusy, tzv. vdolečky a balóny, pro českého tradičního výrobce Brokis. Od té doby se drží práce se sklem a těší se z experimentování s různými světelnými zdroji a různými technikami foukání skla.

## Výstavy

### 2013
- Designblok Prague
- Designjunction London
- Maison et Object, Brokis
- ICFF New York, French Design Connection in Manhattan
- Milan Salone del Mobile, Lasvit, Lugi, Brokis, La Chance
- Maison et Object, Haymann Editions
- Le Bon Marché Paris, French brand La Chance

### 2012
- Maison et Object, Bensimon exposition
- Brussels Design Week, Prague House light show
- Paris Design Week, Street furniture for MMcite launch in Paris
- Křehký Art Design Gallery event in Mikulov /CZ
- Designer's days Paris Bensimon Gallery
- Maison et Object Paris, Balloons by Bensimon Gallery
- Le Bon Marché Paris, exclusive limited edition of lights
- Salone del Mobile, new products launched by
- When Objects Work and Edition La Chance
- Gallery Bensimon lights presentation in French pavilion
- Milan Design week

### 2011
- Gallery S. Bensimon "Conversations" lights exhibition in Paris
- Qubic Art Fair Berlin - limited collection of Muffin Trees
- Maison et Object, Muffin lamps by Gallery S.Bensimon

### 2010
- Elle Decoration Talent winner
- ICFF , Treasury table presented by Process company
- Maison et Object, Treasury table by Process

### 2009
- Prague Designblok 09, Home Fitness and Treasury Table
- Vienna Design Week, special project for Jungmann & Neffe
- Pozvání na 100% London Design Week

## Ocenění

### 2014
- Elle Decoration
- Czech Grand Design

### 2013
- Grand Designer of the Year, Česko

### 2012
- Elle Decoration CZ
- Designblok

### 2010
- Czech Grand Design Awards, objev roku